# Muchy (województwo wielkopolskie)
Muchy – wieś w Polsce położona w województwie wielkopolskim, w powiecie ostrzeszowskim, w gminie Czajków.
| SIMC    | Nazwa     | Rodzaj    |
| ------- | --------- | --------- |
| 0195950 | Łuszczki  | część wsi |
| 0195966 | Marki     | część wsi |
| 0196003 | Załomskie | osada     |
| 0195972 | Zgórniak  | część wsi |

W latach 1975–1998 miejscowość administracyjnie należała do województwa kaliskiego.